# Alte Moschee (Tarsus)

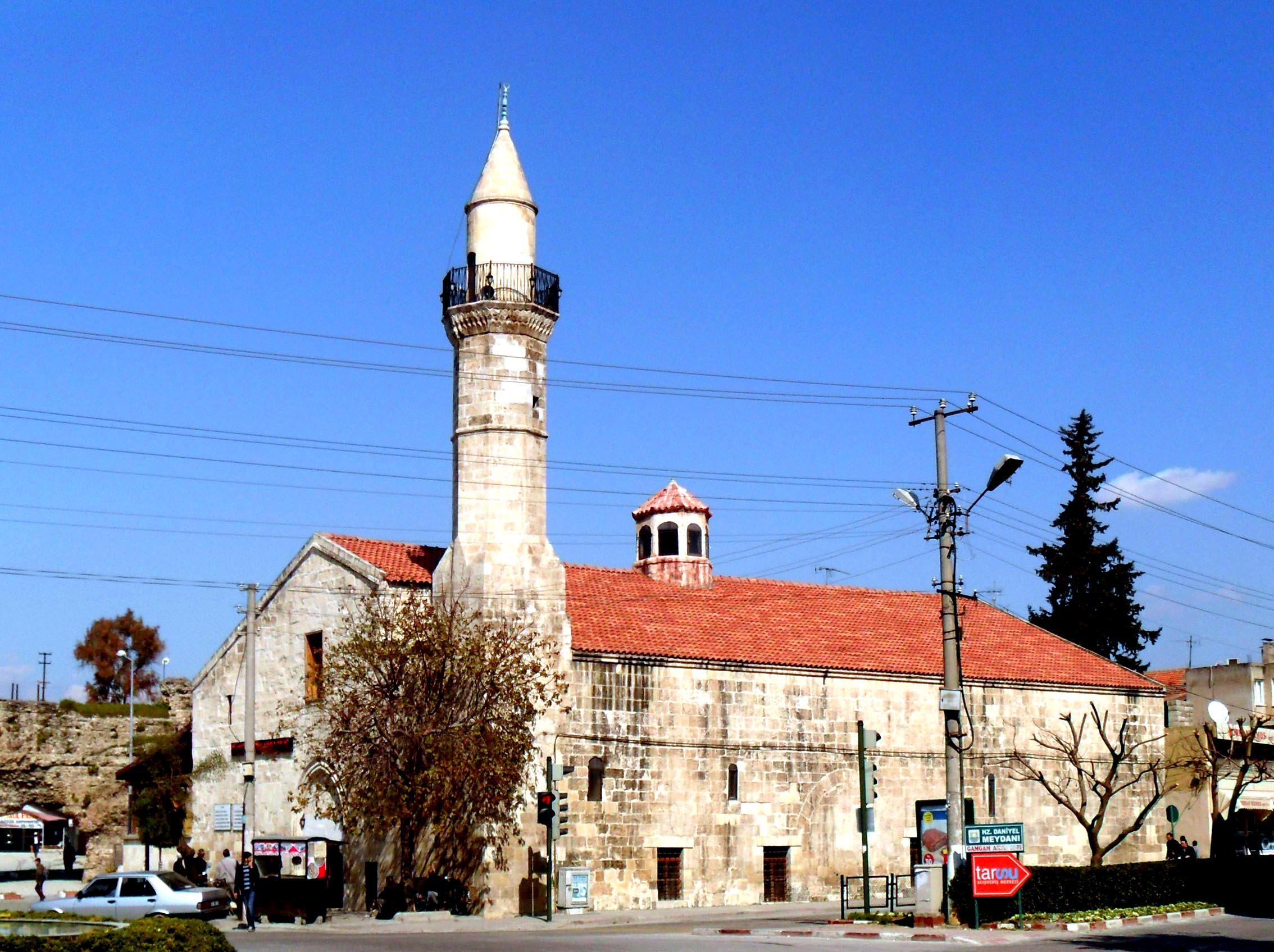
Die Alte Moschee in Tarsus

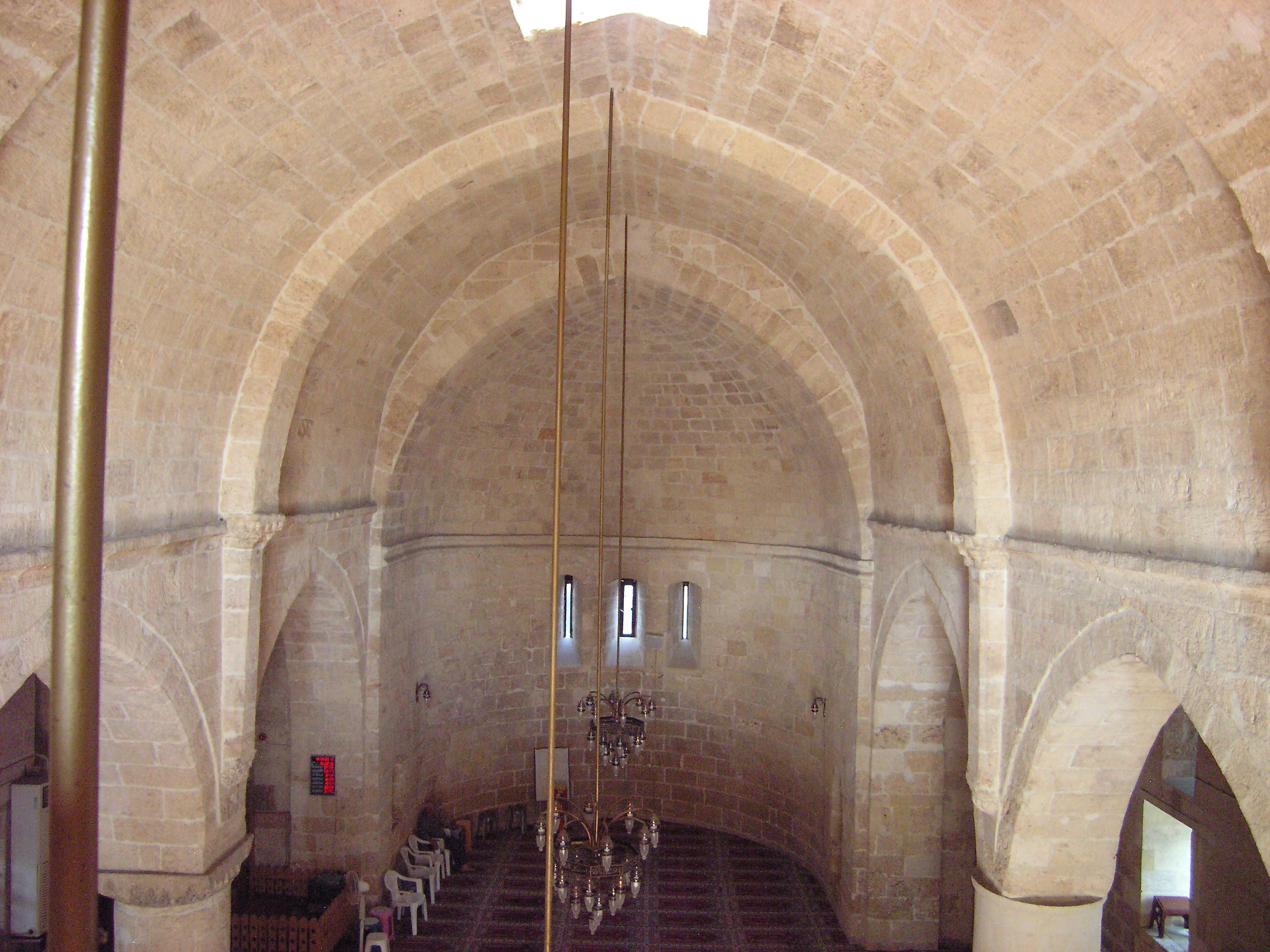
Inneres, Blick nach Osten

Die Alte Moschee (türkisch Eski Camii), auch Kirchenmoschee oder Baytimur-Moschee, ist eine Moschee in Tarsus in der Provinz Mersin in der Türkei. Sie entstand durch Umwidmung eines gotischen Kirchengebäudes aus dem 12. Jahrhundert.

## Geschichte
Die Alte Moschee wurde ab 1102 als St.-Paulus-Kathedrale auf römischen Fundamenten und denen einer Vorgängerkirche erbaut, die etwa um das Jahr 300 nach Christus errichtet wurde. Zu dieser Zeit gehörte Tarsus zum Königreich Kleinarmenien. Das Gebäude ist dreischiffig, besitzt Spitzbogenarkaden in den Seitenschiffen, wird von einer Spitztonne überwölbt und schließt im Osten mit einer halbrunden Apsis ab, die im Äußeren einen geraden Chorschluss zeigt.
Am 6. Januar 1198 wurde Leo II. in dem Gotteshaus durch Erzbischof Konrad von Mainz zum König von Armenien gekrönt. Nach der Eroberung Tarsus' durch die seldschukischen Ramazaniden wurde die Kirche durch Ramazanoğlu Schehabettin Ahmet Bey 1415 zur Moschee umgewidmet und ein Minarett hinzugefügt. Noch heute sind auf der Decke Jesus und seine Apostel in Fresken abgebildet. Die Gebetsnische (Mihrāb) befindet sich in der Mitte des südlichen Seitenschiffes. An der nordwestlichen Ecke des Gebäudes ist ein Glockenturm.